# Sint-Hermes-en-Alexanderkerk

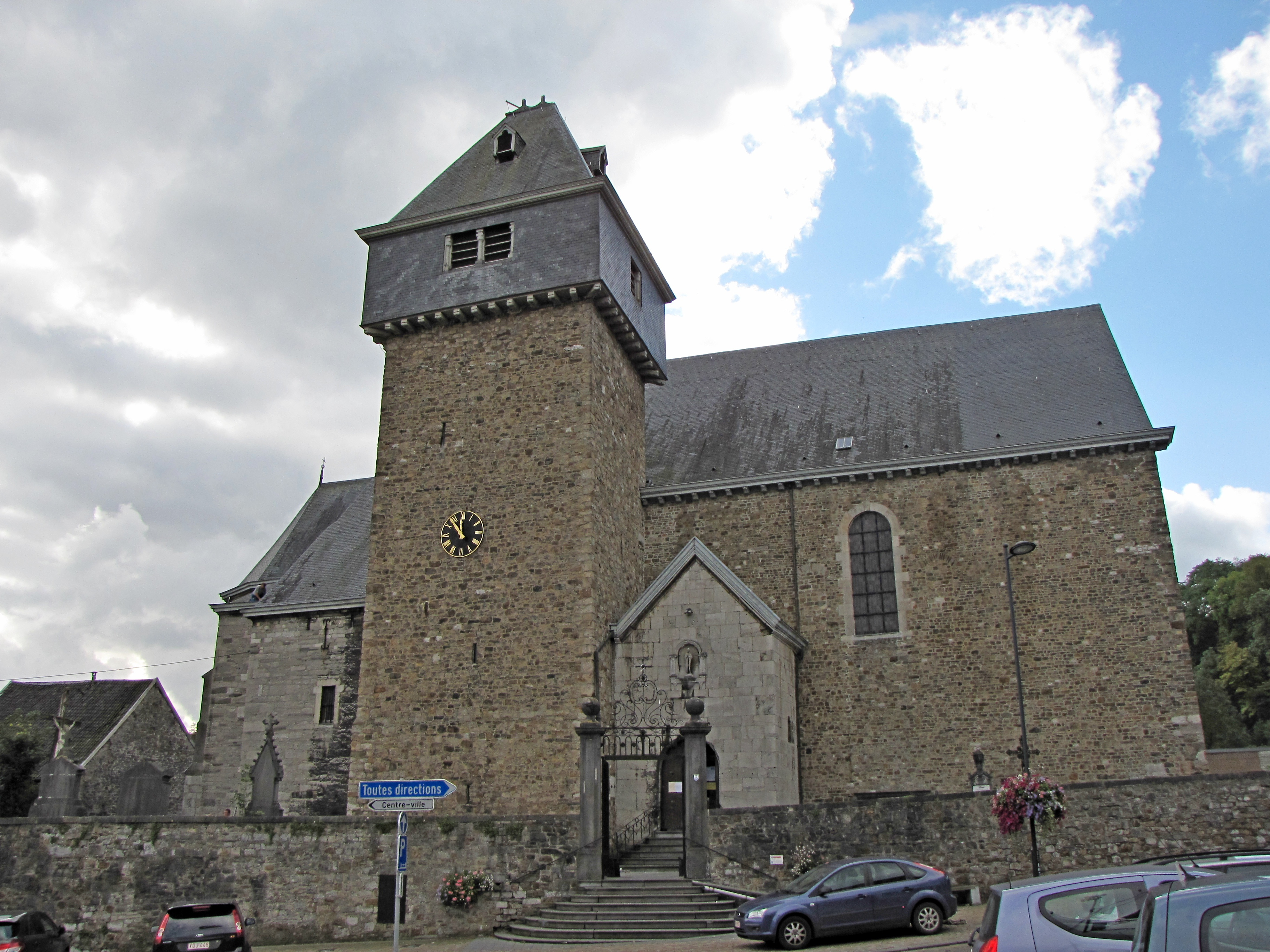
Sint-Hermes-en-Alexanderkerk

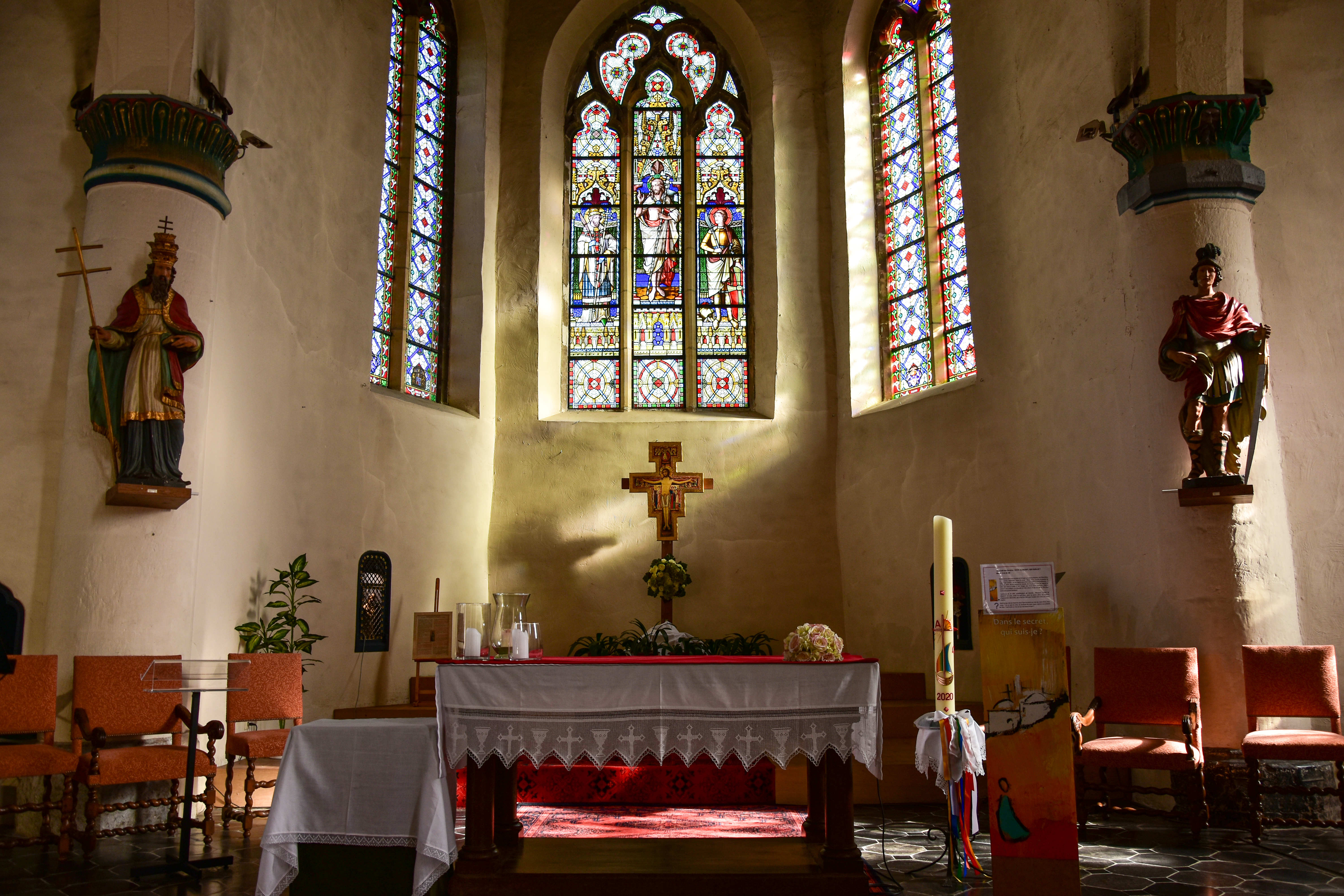
Het priesterkoor van de kerk

De Sint-Hermes-en-Alexanderkerk (Église Saint-Hermès-et-Alexandre) is een romaans kerkgebouw in de Belgische gemeente Theux in de provincie Luik. De kerk is toegewijd aan Hermes en Alexander.

## Historiek
De huidige kerk is een gebouw dat een aantal gebedshuizen op deze plek opvolgt en is het enige voorbeeld van een romaanse hallenkerk met één beuk uit de elfde eeuw die bewaard is gebleven in het gebied tussen de Loire en de Rijn.
Het gebouw maakt sinds 1942 deel uit van het onroerend erfgoed van Wallonië.

### Vorige gebedshuizen
Op de plaats van de kerk van de heiligen Hermes en Alexander volgden vier gebouwen elkaar op:
- een kleine rechthoekige constructie, waarvan we overblijfselen vinden onder het koor van het huidige gebouw
- een kleine Merovingische kapel die het resultaat is van de westwaartse uitbreiding
- een Karolingische kerk gebouwd in de tweede helft van de negende eeuw, voorafgegaan door een toren in het westen
- een romaanse kerk uit het einde van de tiende of het begin van de twaalfde eeuw met een kleine rechthoekige chevet en een toren aan de westzijde

De romaanse kerk onderging vervolgens vele wijzigingen die het huidige uiterlijk hebben bepaald met onder meer de bouw van een versterkte toren tegen de noordgevel in de dertiende eeuw. In de veertiende eeuw volgde de toevoeging van een uurwerk (houten structuur met kraagstenen) aan de top van de toren.

## Galerij

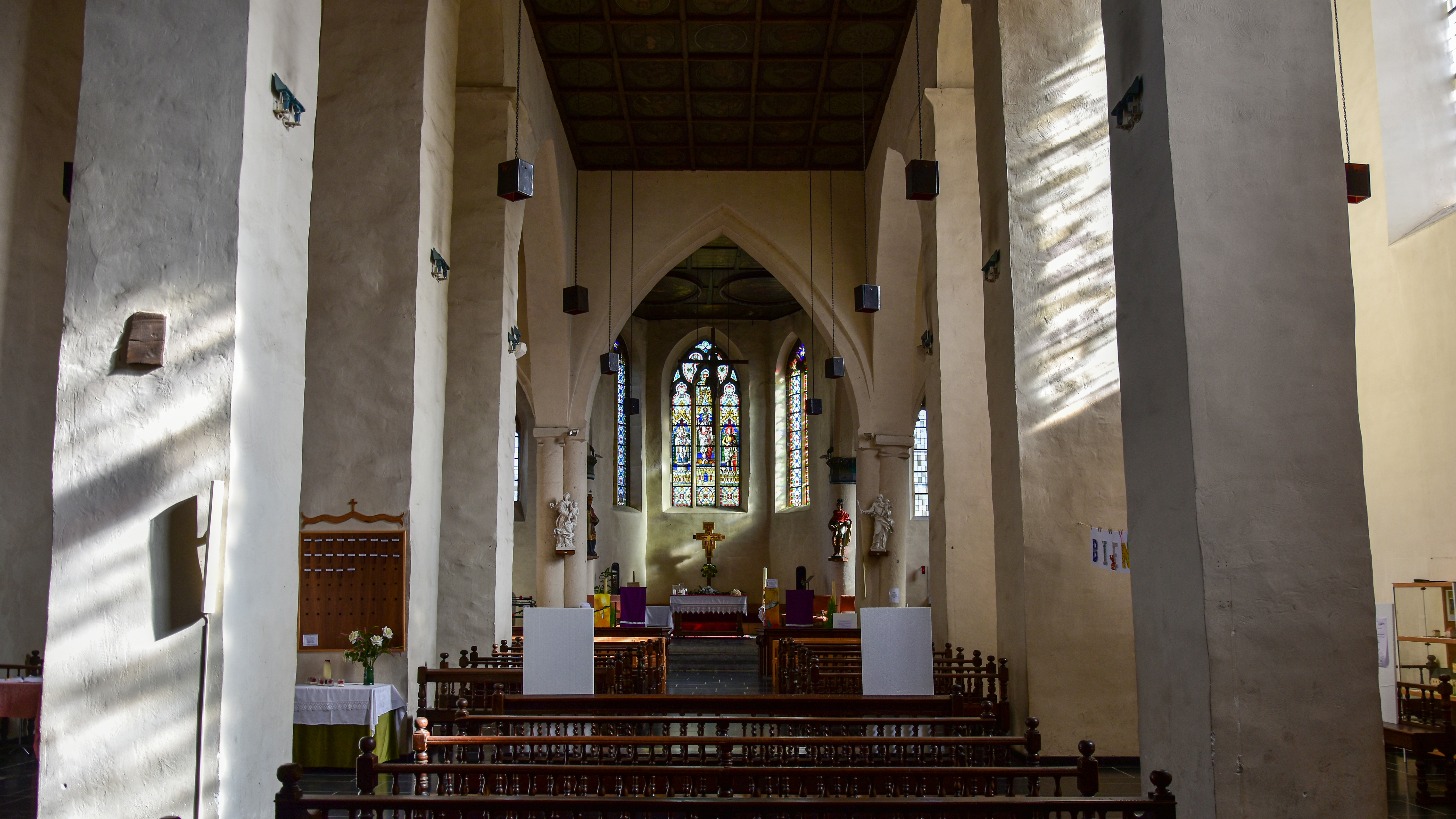
Het kerkschip
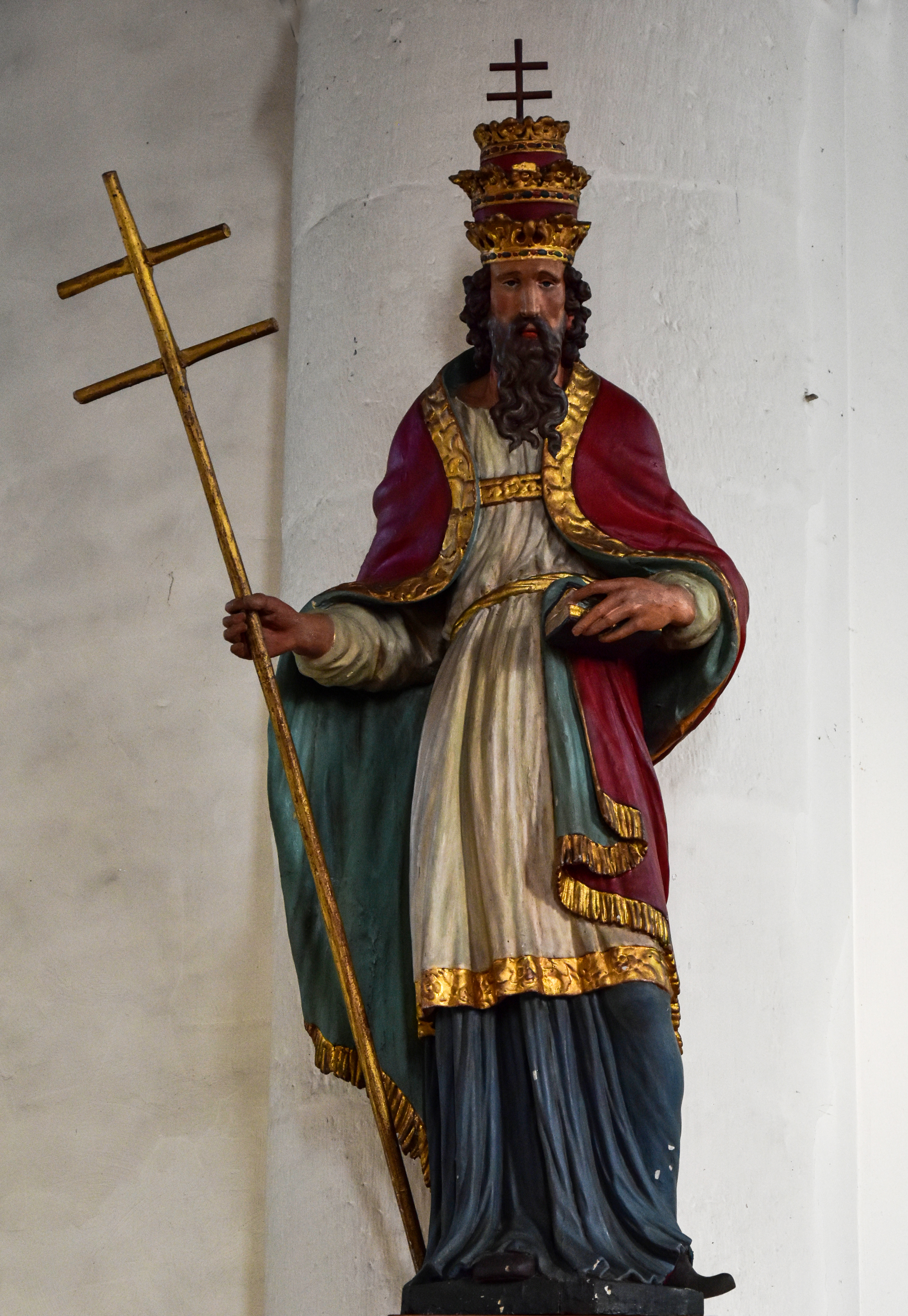
De heilige Alexander
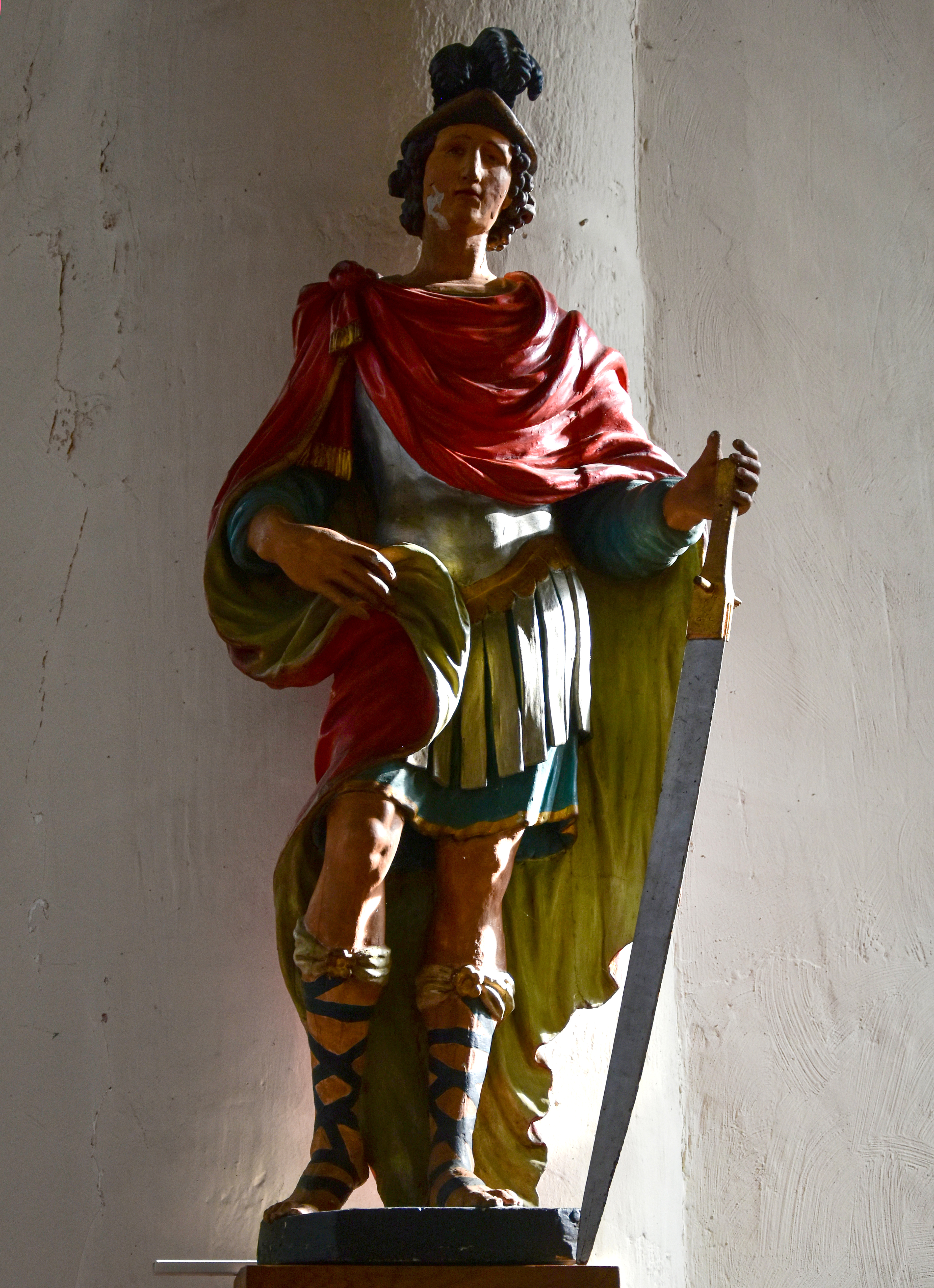
De heilige Hermes
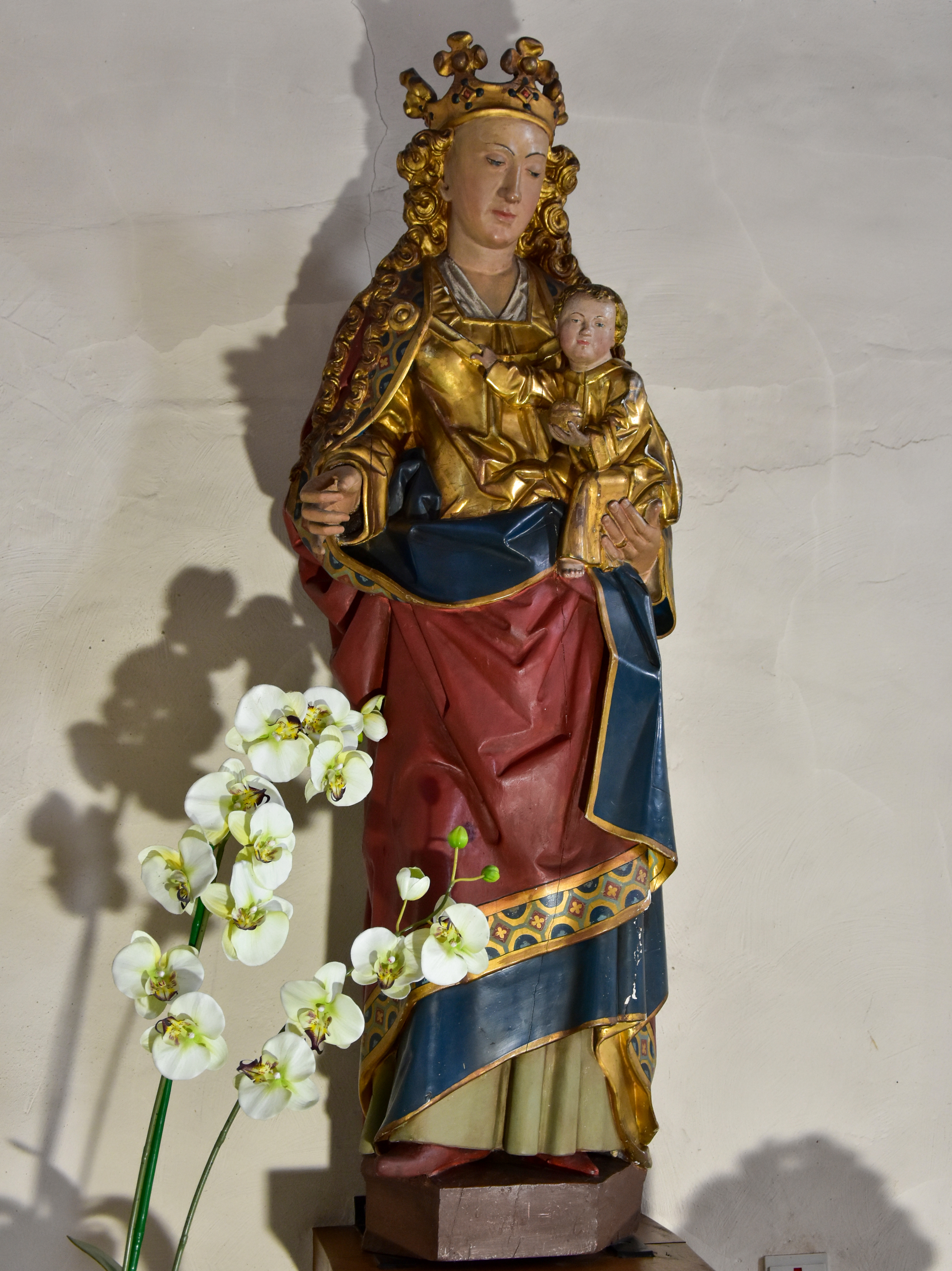
Maria met Kind (ca. 1500)
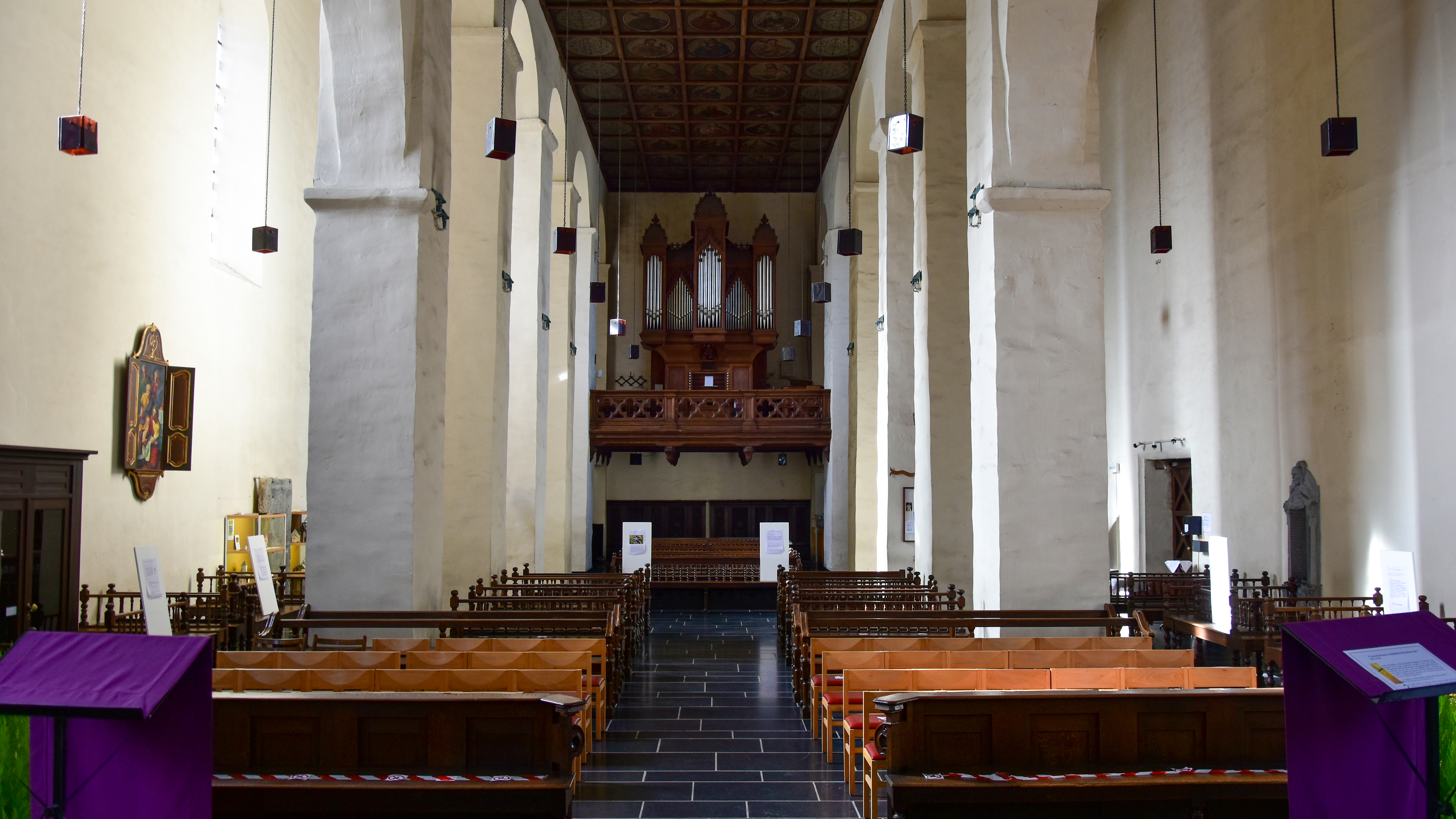
Het kerkorgel